# Depot von Cummeltitz
Das Depot von Cummeltitz (heute Kumiałtowice) ist ein archäologischer Depotfund aus der Frühbronzezeit, der bei Cummeltitz in der heutigen Gemeinde Gubin in der Niederlausitz entdeckt wurde.
Der Hortfund wurde in einem vergrabenen Tongefäß entdeckt, in dem sich 14 Halsringe mit spitzen Enden, sieben Ösenhalsringe, sechs ovale Armringe (über einem Tonkern gegossen) die Enden strichverziert,  ein ähnlicher unverzierter Ring sowie eine Schmuckplatte aus Weißmetall (sehr zinnhaltige Bronze, bis zu 22 % Zinn) befanden. Der Fund wird der Aunjetitzer Kultur zugeordnet.